# Kazimierz Kord
Pour les articles homonymes, voir Kord.
Kazimierz Kord, né le 18 novembre 1930 à Pogórze et mort le 29 avril 2021, est un chef d'orchestre polonais.

## Biographie
Entre 1939 et 1945, il étudie le piano au Conservatoire Rimski-Korsakov de Saint-Pétersbourg. Il a également étudié à l'Académie de musique de Cracovie.
Il a notamment dirigé l'Orchestre philharmonique de Varsovie et de l'orchestre symphonique de la SWR de Baden-Baden et Fribourg-en-Brisgau.